# 城南旧事
『城南旧事（じょうなんきゅうじ）』は台湾の作家・林海音（リン・ハイイン）が、子供時代から青年期までを過ごした北京の思い出を元に綴った自伝的小説。林海音の代表作であり、台湾の文学史において懐郷文学と称される作品群の代名詞的な作品でもある。
初版発表は1960年。序章となる『冬の太陽・幼年時代・駱駝隊』（原題：冬陽・童年・駱駝隊）から始まり、『恵安館』・『みんなで海を見に行こう』（我們看海去）・『妾の蘭さん』（蘭姨娘）・『ロバのころげ回り』（驢打滾児）・『お父さんの花が散った』（爸爸的花児落了）という6編の短編でストーリーが構成されている。
【日本語版】
- 『城南旧事』 杉野元子 訳 新潮社 1997年 ISBN 978-4105347048
- 『城南旧事ー北京の思い出ー』大原聖蘭 訳 行知学園 2025年 ISBN 9784909025043

## 映画
1982年、中国で呉貽弓監督により映画化された。邦題は『北京の想い出』。ビデオ未発売。
天真爛漫な主人公の少女・林英子（リン・インズ）を演じた沈潔が多くの人々の心を奪い、1980年代の中国映画を代表する作品の一つとなった。劇中では日本で親しまれている唱歌の『旅愁』が使われている。

### キャスト
- 林英子： 沈潔
- 宋媽： 鄭振瑶
- 秀貞： 張閩
- 妞児： 袁佳奕
- 泥棒： 張豊毅
- 英子の父： 厳翔
- 英子の母： 洪融